# شهرستان ژلزنوگورسکی
شهرستان ژلزنوگورسکی (به لاتین: Zheleznogorsky District) یک شهرستان در روسیه است که در استان کورسک واقع شده‌است.